# Emma Lincoln-Smith
Emma Lincoln-Smith (ur. 28 listopada 1985 w Sydney) – australijska skeletonistka, olimpijka.

## Kariera
Największy sukces w karierze osiągnęła 27 listopada 2011 roku w Igls, gdzie zajęła drugie miejsce w zawodach Pucharu Świata. W zawodach tych rozdzieliła na podium Rosjankę Olgę Potylicyną i Mellisę Hollingsworth z Kanady. Było to jej jedyne podium zawodów tego cyklu. W 2010 roku wystartowała na igrzyskach olimpijskich w Vancouver, zajmując dziesiątą pozycję. Zajęła też między innymi piąte miejsce na mistrzostwach świata w Lake Placid w 2009 roku.
Jej siostra, Holly Lincoln-Smith, reprezentuje Australię w piłce wodnej.